# Ivo Pinto
Pour les articles homonymes, voir Pinto.
Ivo Daniel Ferreira Mendonça Pinto, plus connu sous le nom d'Ivo Pinto, est un footballeur portugais né le 7 janvier 1990 à Lourosa, dans la municipalité de Santa Maria da Feira au Portugal. Il évolue au poste de défenseur au Fortuna Sittard.

## Biographie

### En club
Ivo Pinto participe à la Ligue des champions et à la Ligue Europa avec les clubs du CFR Cluj et du Dinamo Zagreb.
Le 8 janvier 2016, il rejoint le club anglais de Norwich City.

### En équipe nationale
Sélectionné dans quasiment toutes les équipes nationales de jeunes, il participe aux éliminatoires du championnat d'Europe espoirs 2013.

## Palmarès
- Champion de Croatie en 2014, 2015 et 2016 avec le Dinamo Zagreb
- Finaliste de la Coupe de Roumanie en 2013 avec le CFR Cluj